# Henry Somm
François Clément Sommier, dit Henry Somm, né le 29 février 1844 à Rouen et mort le 14 mars 1907 à Paris, est un peintre, aquarelliste, dessinateur, graveur et caricaturiste français.

## Biographie
François Clément Sommier est le fils de François Sommier, employé et teneur de livres et de Désirée Clémence Laquerrière, mariés à Rouen le 29 avril 1843. Cet artiste est demeuré célibataire. Il est inhumé au cimetière parisien de Pantin.

## Carrière artistique
Après avoir étudié à l'école municipale de dessin de Rouen, où il suit les cours de Gustave Morin, Henry Somm s'installe à Paris dans les années 1860.
Il exécute de nombreuses gravures pour la revue Paris à l'eau-forte entre 1873 et 1876, et, pour Cadart, entre autres, quelques hors-textes destinés à L'Eau forte en….
En 1879, il participe à la quatrième exposition des impressionnistes à l'invitation de Degas, avenue de l'Opéra à Paris.
Il collabore avec la presse : Le Chat noir, La Charge, La Cravache, La Chronique parisienne, High Life, Frou-Frou, Le Rire.
Il a laissé une importante quantité de dessins et d'aquarelles de parisiennes saisies sur le vif dans les années 1890.
En juillet 1907, son cousin, Anatole Laquerrière, architecte à Paris, organise une exposition posthume de ses œuvres à Rouen,.

## Théâtre
Henry Somm organise au Chat noir l'installation d'un guignol, qui est la première tentative théâtrale de ce cabaret. Dans ce cadre, il écrit la comédie en un acte La Berline de l’émigré, ou Jamais trop tard pour bien faire, créée pour Le Chat noir, le 25 décembre 1885.   
Cette expérience se poursuit par la création d'un théâtre d'ombres, inauguré par L’Éléphant, dont il est l'auteur. Suivent La Potiche, le Fils de l'Eunuque, Avant le Salon et De Cythère à Montmartre (1888),  également œuvres d'Henry Somm.  

## Œuvre artistique
- Élégante au Moulin Rouge, vers 1890, aquarelle, 49 × 31 cm, Abbaye de Flaran, Collection Simonov[11]
- Une parisienne devant le Moulin de la Galette, aquarelle, 22 × 16 cm[12]
- Une parisienne dans une rue animée, aquarelle, 21 × 15 cm[13]

Œuvres d'Henry Somm
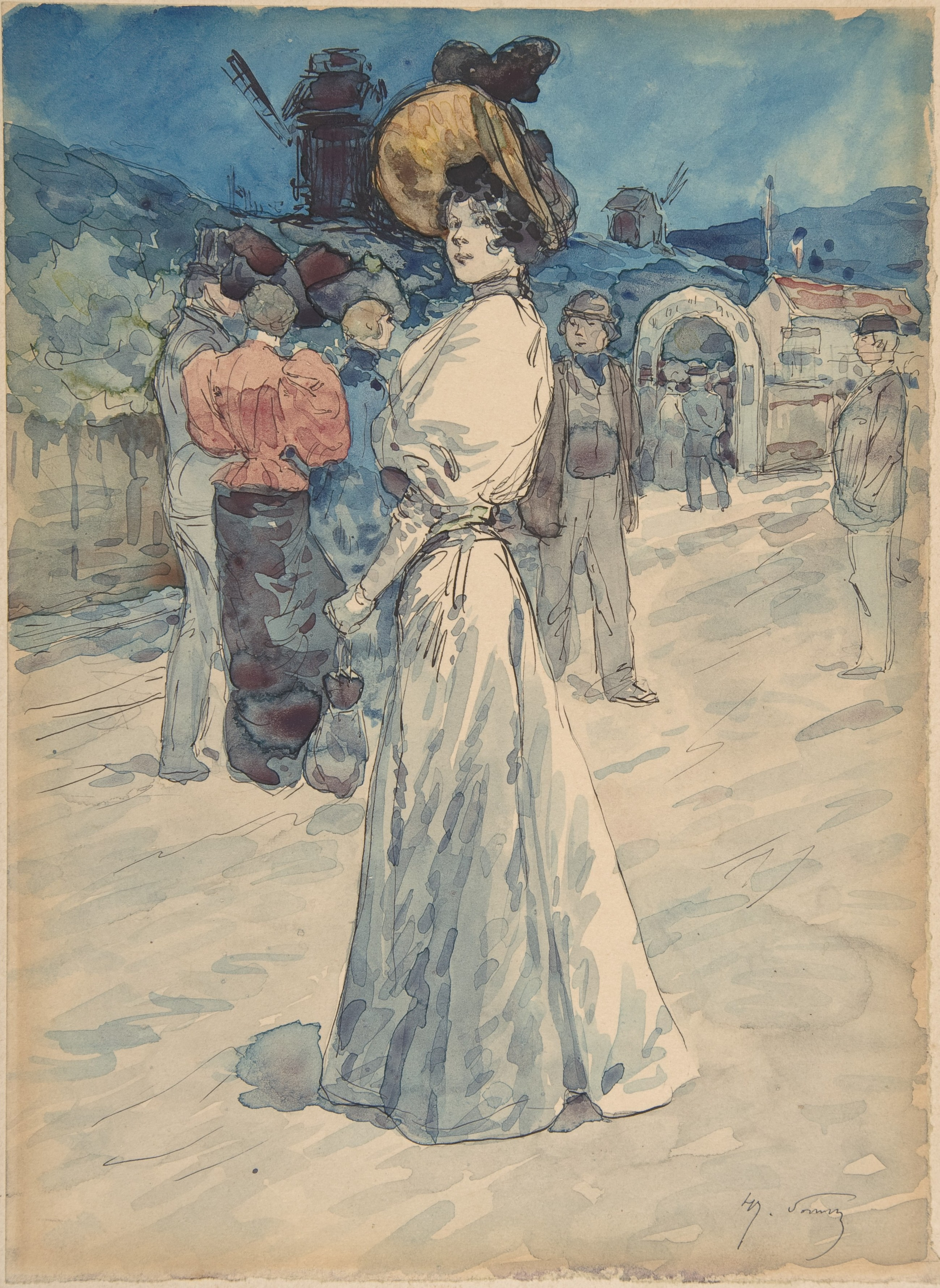
Une Parisienne devant le Moulin de la Galette, New York, Metropolitan Museum of Art.
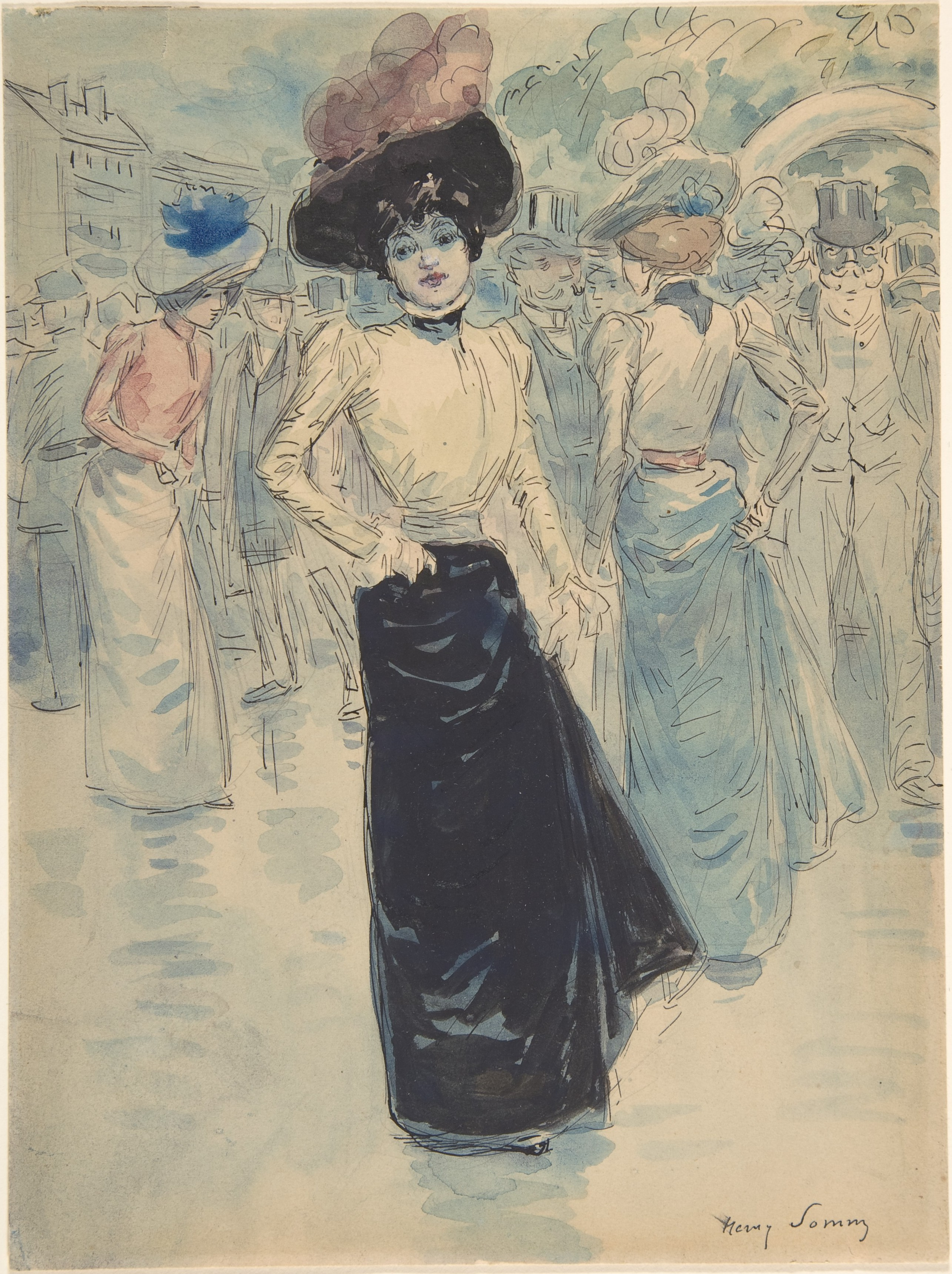
Une Parisienne dans une rue animée, New York, Metropolitan Museum of Art.
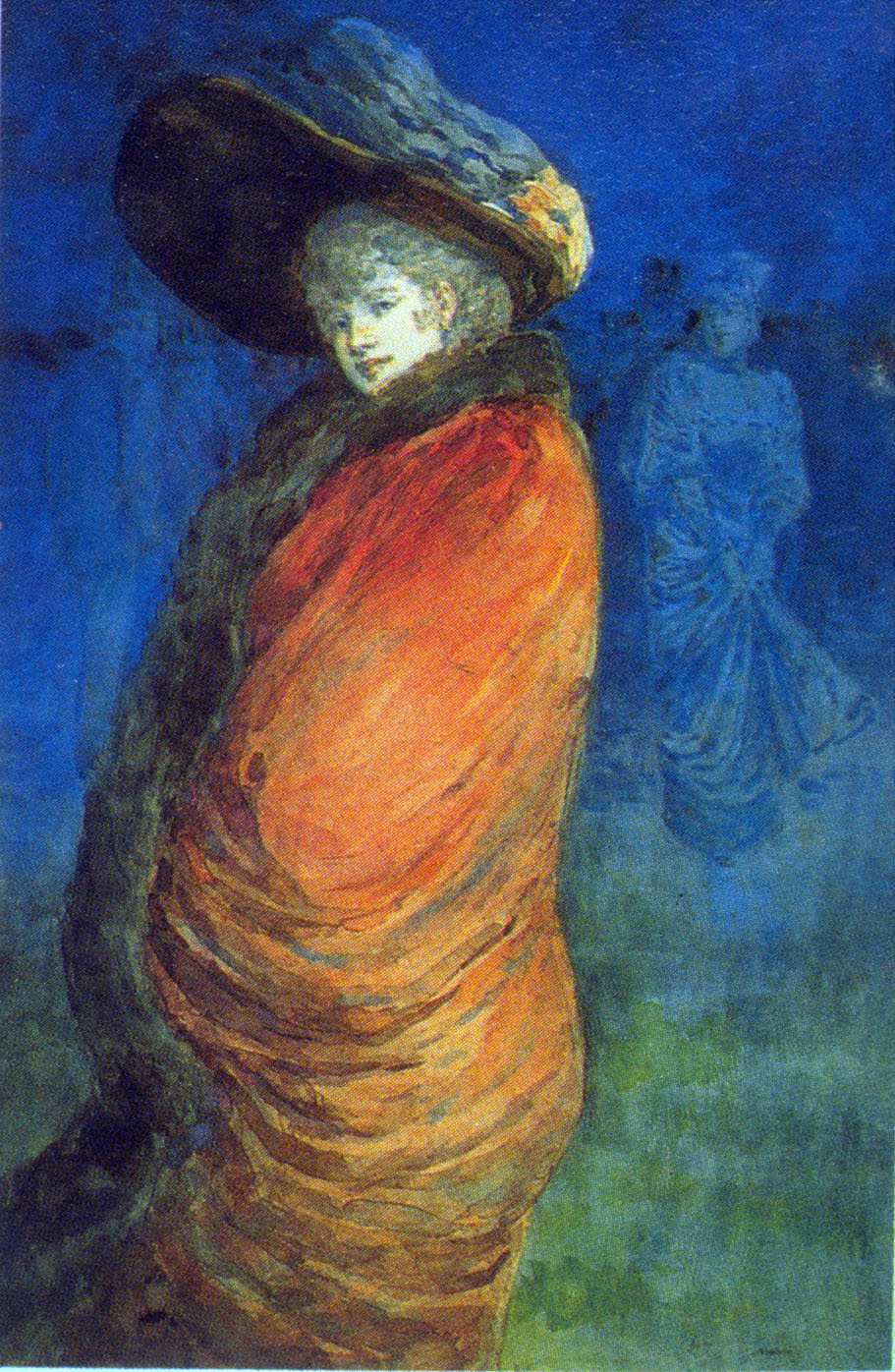
Le Pardessus rouge (vers 1890), localisation inconnue.
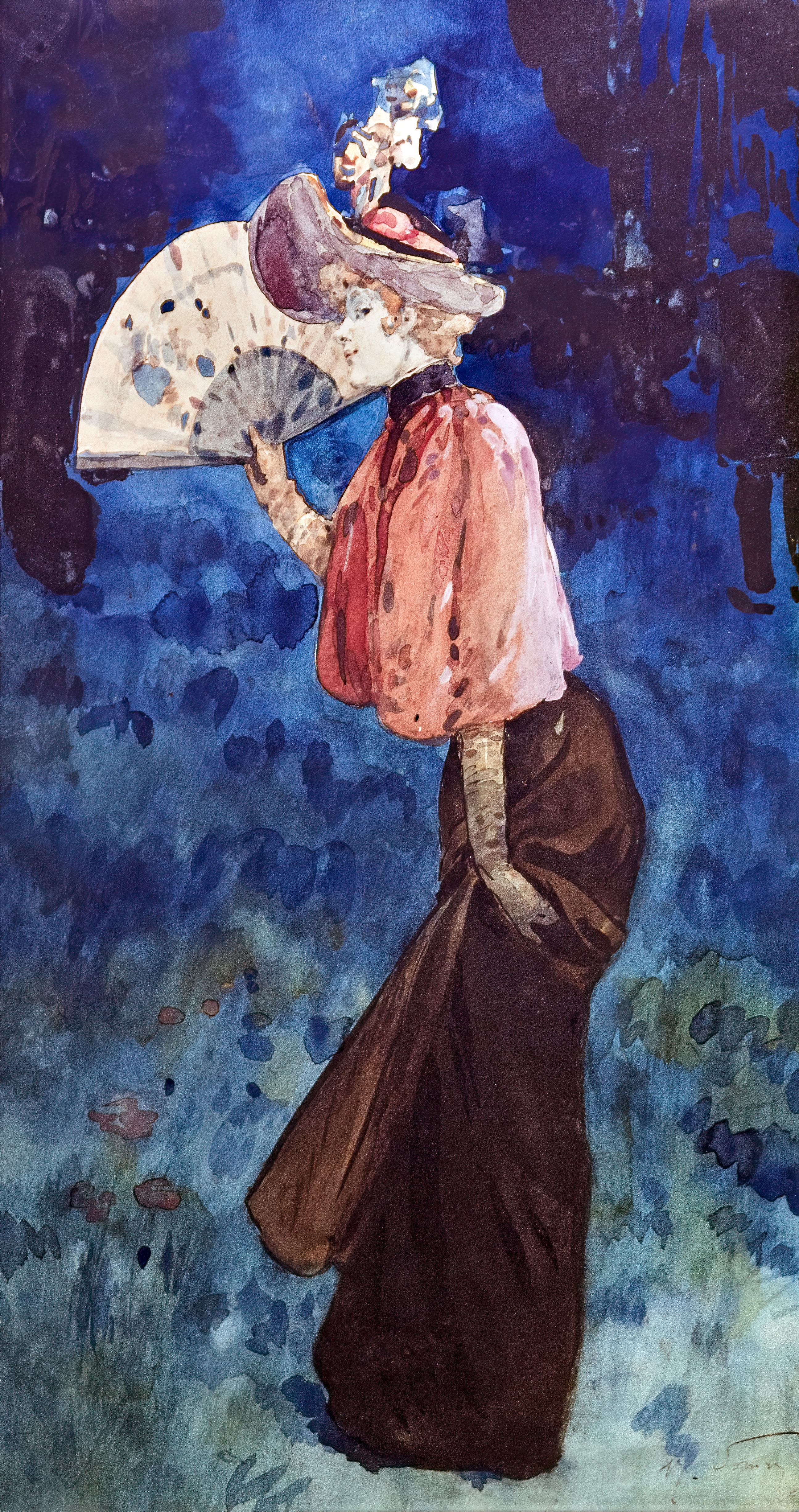
Femme à l'éventail (vers 1895), Palm Beach, Collection Weisman et Michel.
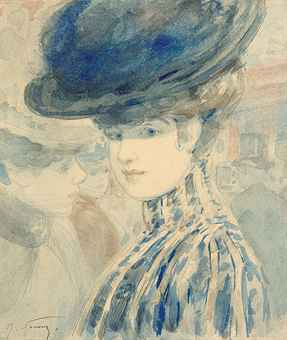
Portrait de femme au chapeau bleu (1898), localisation inconnue.
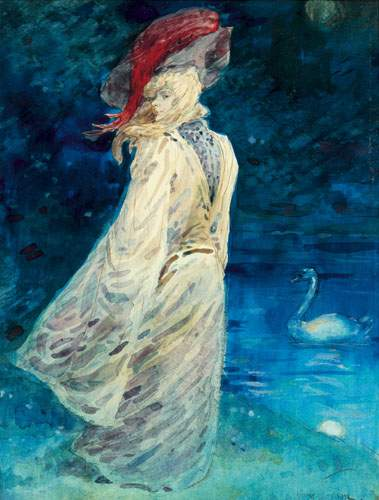
Élégante au cygne (vers 1900), localisation inconnue.

## Illustrations
- Les joyeusetés du R. P. La Cayorne (chez J. Lemonnyer Libraire, Paris, 1882), avec un frontispice de Henry Somm.